# Türkiye Kupası 1982/83
Die Türkiye Kupası 1982/83 war die 21. Auflage des türkischen Fußball-Pokalwettbewerbes. Der Wettbewerb begann am 8. September 1982 mit der 1. Hauptrunde und endete am 15. Juni 1983 mit dem Rückspiel des Endspiels. Im Endspiel trafen Fenerbahçe Istanbul und Mersin İdman Yurdu aufeinander. Fenerbahçe nahm zum sechsten Mal am Finale teil und Mersin İdman Yurdu zum ersten Mal.
Fenerbahçe gewann den Pokal zum dritten Mal. Sie besiegten Mersin im Hinspiel 2:0 und im Rückspiel 2:1.

## 1. Hauptrunde

### 1. Runde
Hinspiele: 8. September 1982
Rückspiele: 15. September 1982
|                          | Gesamt |                        | Hinspiel | Rückspiel |
| ------------------------ | ------ | ---------------------- | -------- | --------- |
| Ayvalıkgücü Belediyespor | 1:4    | Cerrahpaşa Spor Kulübu | 1:1      | 0:3       |
| Babaeskispor             | 1:0    | Bayrampaşaspor         | 0:0      | 1:0       |
| Bursa Kültürspor         | 0:1    | İstanbul Çırçır Spor   | 0:0      | 0:1       |
| Gaziosmanpaşaspor        | 3:2    | Mustafakemalpaşaspor   | 2:0      | 1:2       |
| İstanbul Karagücü        | 5:2    | Uzunköprüspor          | 2:0      | 3:2       |
| İzmit Dumlupınar         | 2:1    | Sultantepe Spor Kulübü | 0:1      | 2:0       |
| Bilecikspor              | -      | İstanbul Tekel         | -        | 1:2       |

In der 1. Runde der 1. Hauptrunde nahmen 91 Mannschaften teil. Neben den oben genannten Siegern gab es noch weitere 39 Sieger, bei denen jedoch nicht die Paarungen bekannt sind.

### 2. Runde
Hinspiele: 6. Oktober 1982
Rückspiele: 13. Oktober 1982
|                                 | Gesamt          |                         | Hinspiel | Rückspiel |
| ------------------------------- | --------------- | ----------------------- | -------- | --------- |
| Abana Gençlerbirliği            | :               | Kilimlispor             | 1:1      | :         |
| Adana Demirspor (II)            | 3:2             | Konya Karagücü          | 3:2      | 0:0       |
| Afyon Çimentospor               | :               | İzmir Denizgücü SK      | 0:5      | :         |
| Amasya Gençlik                  | 0:5             | Bafraspor               | 0:0      | 0:5       |
| Ankara Yenidoğanspor            | 0:4             | Ankara DSİ Spor         | 0:2      | 0:4       |
| Ankara Yolspor                  | 0:1             | İzmir Karagücü          | 0:0      | 0:1       |
| Babaeskispor                    | :               | Bilecikspor             | 2:0      | :         |
| Bitlis Güzeldere Gençlik        | :               | Bingölspor              | 2:0      | :         |
| Çanakkalespor Dardanelspor (II) | 1:3             | Cerrahpaşa Spor Kulübu  | 0:2      | 1:1       |
| Erzurum Kombinespor             | (a)3:3(a)       | Artvin Hopaspor         | 3:2      | 0:1       |
| Eskişehir DSİ Bentspor          | 6:2             | Afyonkarahisarspor      | 2:0      | 4:2       |
| Gaziantepspor (II)              | 6:3             | Urfa Et Balıkspor       | 5:0      | 1:3       |
| İstanbul Çırçır Spor            | 2:1             | Bursa Demirtaş          | 1:0      | 1:1       |
| İzmit Dumlupınar                | 0:2             | İstanbul Karagücü       | 0:2      | 0:0       |
| Malatya İdman Yurdu             | :               | Reyhanlı Gençlik        | 3:0      | :         |
| Manisa Mensucatspor             | :               | TKİ Tavşanlı Linyitspor | 0:3      | :         |
| Osmaniye Halspor                | 1:5             | İçel Demirspor          | 1:0      | 0:5       |
| Paluspor                        | :               | Vanspor                 | 1:2      | :         |
| Sakarya Karadenizspor           | 3:3 (1:3 i. E.) | Gaziosmanpaşaspor       | 2:1      | 1:2       |
| Yozgatspor                      | 0:4             | Silahlı Kuvvetler Gücü  | 0:1      | 0:3       |
| Pazarcık Aksuspor               | :               | Kahramanmaraşspor       | :        | 0:10      |

In der 2. Runde der 1. Hauptrunde nahmen 4 Mannschaften teil. Neben den oben genannten Siegern gab es noch weitere zwei Sieger, bei denen jedoch nicht die Paarungen bekannt sind.

## 2. Hauptrunde
Hinspiele: 3. November 1982
Rückspiele: 11. November 1982
|                          | Gesamt          |                         | Hinspiel | Rückspiel |
| ------------------------ | --------------- | ----------------------- | -------- | --------- |
| Cerrahpaşa Spor Kulübu   | 1:3             | Yedikule Gençlik SK     | 1:1      | 0:2       |
| Feriköyspor              | 1:3             | Beylerbeyi SK           | 1:3      | 0:0       |
| İzmir Denizgücü SK       | (a)4:4(a)       | Aydınspor               | 3:0      | 1:4       |
| Ankara DSİ Spor          | 4:3             | PTT                     | 4:2      | 0:1       |
| Eskişehir DSİ Bentspor   | 2:5             | Gençlerbirliği Ankara   | 0:1      | 2:4       |
| Gaziosmanpaşaspor        | 2:4             | Süleymaniye Sirkeci     | 1:1      | 1:3       |
| Göztepe Izmir            | 8:1             | İzmir Demirspor         | 4:1      | 4:0       |
| Hacettepe                | 0:5             | Kütahyaspor             | 0:2      | 0:3       |
| Kasımpaşa Istanbul       | 2:5             | Kırklarelispor          | 1:1      | 1:4       |
| Taksim SK                | 0:2             | İstanbulspor            | 0:1      | 0:1       |
| İzmir Karagücü           | 0:5             | Muğlaspor               | 0:1      | 0:4       |
| Adana Demirspor (II)     | (a)3:3(a)       | Ceyhanspor              | 2:2      | 1:1       |
| Artvin Hopaspor          | 1:3             | Trabzonspor (II)        | 1:0      | 0:3       |
| Bitlis Güzeldere Gençlik | 0:1             | Erzincanspor            | 0:1      | 0:0       |
| Rizespor                 | 2:3             | Giresunspor             | 1:1      | 1:2       |
| Çorumspor                | 1:1 (6:5 i. E.) | Amasyaspor              | 1:0      | 0:1       |
| Diyarbakırspor           | 1:2             | Elazığspor              | 1:0      | 0:2       |
| Erzurumspor              | 8:3             | Vanspor                 | 5:0      | 3:3       |
| Gaziantepspor (II)       | 2:7             | Tarsus İdman Yurdu      | 2:3      | 0:4       |
| Hatayspor                | 2:1             | İçel Demirspor          | 2:0      | 0:1       |
| Kahramanmaraşspor        | 0:1             | İskenderunspor          | 0 - 1    | 0:0       |
| Kastamonuspor            | 1:3             | Tokatspor               | 0:0      | 1:3       |
| Kayserispor              | 7:1             | Nevşehirspor            | 4:1      | 3:0       |
| Mardinspor               | 1:2             | Malatyaspor             | 1:0      | 0:2       |
| Orduspor                 | 2:2 (2:3 i. E.) | Sebat Gençlik           | 2:0      | 0:2       |
| Şanlıurfaspor            | 4:0             | Malatya İdman Yurdu     | 4:0      | 0:0       |
| Bafraspor                | 1:6             | Sivasspor               | 0:1      | 1:5       |
| Burdurspor               | 2:1             | Konyaspor               | 1:1      | 1:0       |
| Ispartaspor              | 5:5 (5:4 i. E.) | Yeni Ereğlispor         | 4:1      | 1:4       |
| Kozluspor                | (a)1:1(a)       | Kilimlispor             | 1:1      | 0:0       |
| MKE Kırıkkalespor        | 2:1             | Silahlı Kuvvetler Gücü  | 1:0      | 1:1       |
| Alibeyköyspor            | 0:3             | Tekirdağspor            | 0:3      | 0:0       |
| Babaeskispor             | (a)2:2(a)       | Davutpaşa SK            | 2:1      | 0:1       |
| Balıkesirspor            | 6:3             | Yeşildirek SK           | 6:2      | 0:1       |
| Beykozspor               | 4:1             | Çanakkale Dardanelspor  | 4:0      | 0:1       |
| Düzcespor                | 3:4             | Karabükspor             | 3:1      | 0:3       |
| Eskişehirspor            | 4:2             | Eskişehir Demirspor     | 2:1      | 2:1       |
| Galata SK                | (a)1:1(a)       | Eyüpspor                | 1:1      | 0:0       |
| İstanbul Çırçır Spor     | 0:11            | Edirnespor              | 0:4      | 0:7       |
| İstanbul Karagücü        | 0:2             | Üsküdar Anadolu         | 0:1      | 0:1       |
| İzmirspor                | 1:5             | Uşakspor                | 1:3      | 0:2       |
| Keçiörengücü             | 0:2             | TKİ Tavşanlı Linyitspor | 0:1      | 0:1       |
| Lüleburgazspor           | 2:3             | Fatih Karagümrük SK     | 1:0      | 1:3       |
| Manisaspor               | 4:5             | Altınordu Izmir         | 4:2      | 0:3       |
| Ödemişspor               | (a)2:2(a)       | Tirespor                | 1:0      | 1:2       |
| Sitespor                 | 3:4             | Petrol Ofisi SK         | 2:4      | 1:0       |
| Ülküspor                 | 1:3             | Denizlispor             | 1:1      | 0:2       |
| Karşıyaka SK             | 9:0             | Yeşilova SK             | 2:0      | 7:0       |

- Ankara Demirspor und Kırşehirspor erhielten ein Freilos und waren automatisch für 3. Hauptrunde qualifiziert.

## 3. Hauptrunde
Hinspiele: 24. November 1982
Rückspiele: 1. Dezember 1982
|                     | Gesamt |                       | Hinspiel | Rückspiel |
| ------------------- | ------ | --------------------- | -------- | --------- |
| Yedikule            | 2:1    | Eyüpspor              | 1:0      | 1:1       |
| Beykozspor          | 3:2    | Davutpaşa SK          | 0:1      | 3:1       |
| Fatih Karagümrük SK | 1:2    | İstanbulspor          | 1:1      | 0:1       |
| Petrol Ofisi SK     | 0:2    | Eskişehirspor         | 0:2      | 0:0       |
| Çorumspor           | 4:5    | Erzincanspor          | 1:0      | 3:5       |
| Elazığspor          | 2:3    | İskenderunspor        | 2:1      | 0:2       |
| Erzurumspor         | 7:1    | Sebat Gençlik         | 6:1      | 1:0       |
| Hatayspor           | 2:1    | Tarsus İdman Yurdu    | 2:0      | 0:1       |
| Kayserispor         | 5:3    | Şanlıurfaspor         | 3:0      | 2:3       |
| Malatyaspor         | 9:1    | Ceyhanspor            | 4:1      | 5:0       |
| Sivasspor           | 1:2    | Tokatspor             | 1:1      | 0:1       |
| Trabzonspor (II)    | 2:7    | Giresunspor           | 1:2      | 1:5       |
| Ankara Demirspor    | 1:3    | Kırşehirspor          | 0:1      | 1:2       |
| Balıkesirspor       | 2:1    | Bandırmaspor          | 2:0      | 0:1       |
| Beylerbeyi SK       | 1:2    | Edirnespor            | 0:1      | 1:1       |
| Denizlispor         | 2:0    | Tavşanlı Linyitspor   | 0:0      | 2:0       |
| Ispartaspor         | 0:1    | Kütahyaspor           | 0:1      | 0:0       |
| İzmir Denizgücü SK  | 0:1    | Burdurspor            | 0:0      | 0:1       |
| Kilimlispor         | 0:1    | Karabükspor           | 0:0      | 0:1       |
| MKE Kırıkkalespor   | 6:3    | Kocaeli Kağıtspor     | 2:1      | 4:2       |
| Muğlaspor           | 4:5    | Karşıyaka SK          | 4:1      | 0v4       |
| Ödemişspor          | 1:4    | Altınordu Izmir       | 0:1      | 1:3       |
| Süleymaniye Sirkeci | 3:2    | Tekirdağspor          | 2:1      | 1:1       |
| Uşakspor            | 3:7    | Göztepe Izmir         | 3:3      | 0:4       |
| Üsküdar Anadolu     | 3:4    | Kırklarelispor        | 2:2      | 1:2       |
| Ankara DSİ Spor     | 1:4    | Gençlerbirliği Ankara | 1:2      | 0:2       |

## 4. Hauptrunde
Hinspiele: 15. Dezember 1982
Rückspiele: 22. Dezember 1982
|                     | Gesamt          |                       | Hinspiel | Rückspiel |
| ------------------- | --------------- | --------------------- | -------- | --------- |
| Erzincanspor        | 0:5             | Giresunspor           | 0:0      | 0:5       |
| Erzurumspor         | 0:0 (5:4 i. E.) | Tokatspor             | 0:0      | 0:0       |
| Hatayspor           | 3:4             | Kayserispor           | 1:1      | 2:3       |
| İskenderunspor      | 2:5             | Malatyaspor           | 1:4      | 1:1       |
| Edirnespor          | 0:0 (5:4 i. E.) | Süleymaniye Sirkeci   | 0:0      | 0:0       |
| Karabükspor         | 3:3 (3:4 i. E.) | İstanbulspor          | 1:2      | 2:1       |
| Kütahyaspor         | 1:3             | Karşıyaka SK          | 1:1      | 0:2       |
| MKE Kırıkkalespor   | (a)2:2(a)       | Gençlerbirliği Ankara | 2:1      | 0:1       |
| Eskişehirspor       | 2:4             | Kırşehirspor          | 1 - 2    | 1:2       |
| Altınordu Izmir     | 2:3             | Burdurspor            | 0:1      | 2:2       |
| Balıkesirspor       | (a)2:2(a)       | Beykozspor            | 2:1      | 0:1       |
| Denizlispor         | 1:2             | Göztepe Izmir         | 1:0      | 0:2       |
| Yedikule Gençlik SK | (a)2:2(a)       | Kırklarelispor        | 1:0      | 1:2       |

## 5. Hauptrunde
Hinspiele: 23. Februar, 2. und 3. März  1983
Rückspiele: 16. März 1983
|                       | Gesamt |                     | Hinspiel | Rückspiel |
| --------------------- | ------ | ------------------- | -------- | --------- |
| Adana Demirspor       | 2:4    | Bursaspor           | 2:1      | 0:3       |
| Burdurspor            | 3:4    | İstanbulspor        | 3:3      | 0:1       |
| Erzurumspor           | 4:5    | Zonguldak           | 4:2      | 0:3       |
| Göztepe               | 1:3    | Mersin İdman Yurdu  | 0:1      | 1:2       |
| Kayserispor           | 3:1    | Antalyaspor         | 2:0      | 1:1       |
| Malatyaspor           | 3:4    | Boluspor            | 1:3      | 2:1       |
| Sakaryaspor           | 2:1    | Adanaspor           | 2:0      | 0:1       |
| Samsunspor            | 4:0    | Kırşehirspor        | 3:0      | 1:0       |
| Trabzonspor           | 7:1    | Yedikule Gençlik SK | 6:0      | 1:1       |
| MKE Ankaragücü        | 3:0    | Gaziantepspor       | 2:0      | 1:0       |
| Beykozspor            | 1:2    | Karşıyaka SK        | 0:1      | 1:1       |
| Gençlerbirliği Ankara | 1:3    | Altay Izmir         | 1:1      | 0:2       |
| Beşiktaş Istanbul     | 5:0    | Giresunspor         | 2:0      | 3:0       |
| Sarıyer SK            | 6:5    | Edirnespor          | 3:2      | 3:3       |
| Fenerbahçe Istanbul   | 2:0    | Kocaelispor         | 2:0      | 0:0       |

## 6. Hauptrunde
Hinspiele: 23. März 1983
Rückspiele: 6. April 1983
Galatasaray Istanbul war als Titelverteidiger automatisch für die 6. Hauptrunde qualifiziert.
|                      | Gesamt    |                     | Hinspiel | Rückspiel |
| -------------------- | --------- | ------------------- | -------- | --------- |
| Sarıyer SK           | 3:2       | İstanbulspor        | 1:1      | 2:1       |
| Samsunspor           | 0:2       | Fenerbahçe Istanbul | 0:1      | 0:1       |
| Beşiktaş Istanbul    | 1:0       | Boluspor            | 1:0      | 0:0       |
| Bursaspor            | 1:2       | Mersin İdman Yurdu  | 0:0      | 1:2       |
| Galatasaray Istanbul | 2:3       | Trabzonspor         | 1:2      | 1:1       |
| MKE Ankaragücü       | 8:4       | Karşıyaka SK        | 7:4      | 1:0       |
| Sakaryaspor          | (a)2:2(a) | Altay Izmir         | 0:0      | 2:2       |
| Zonguldakspor        | (a)2:2(a) | Kayserispor         | 2:1      | 0:1       |

## Viertelfinale
Hinspiele: 4. Mai 1983
Rückspiele: 18. Mai 1983
|                     | Gesamt |                    | Hinspiel | Rückspiel |
| ------------------- | ------ | ------------------ | -------- | --------- |
| Fenerbahçe Istanbul | 4:2    | Beşiktaş Istanbul  | [1]3:0   | 1:2       |
| Kayserispor         | 0:1    | Trabzonspor        | 0:0      | 0:1       |
| MKE Ankaragücü      | 1:0    | Sakaryaspor        | 1:0      | 0:0       |
| Sarıyer SK          | 1:2    | Mersin İdman Yurdu | 0:1      | 1:1       |

## Halbfinale
Hinspiele: 25. Mai 1983
Rückspiele: 1. Juni 1983
|                | Gesamt |                     | Hinspiel | Rückspiel |
| -------------- | ------ | ------------------- | -------- | --------- |
| MKE Ankaragücü | 1:2    | Fenerbahçe Istanbul | 1:0      | 0:2       |
| Trabzonspor    | 1:2    | Mersin İdman Yurdu  | 1:1      | 0:1       |

## Finale

### Hinspiel
| Paarung             | Fenerbahçe Istanbul – Mersin İdman Yurdu |
| Ergebnis            | 2:0 (2:0) |
| Datum               | 8. Juni 1983 um 16:00 Uhr |
| Stadion             | Fenerbahçe Stadı, Istanbul |
| Schiedsrichter      | Necmi Temizel |
| Tore                | 1:0 Selçuk Yula (19.) 2:0 Mehmet Hacıoğlu (29.) |
| Fenerbahçe Istanbul | Yaşar Duran – Onur Kayador, Cem Pamiroğlu, Mehmet Hacıoğlu, Erdoğan Arıca – Alpaslan Eratlı, Osman Denizci, Arif Kocabıyık (58. Müjdat Yetkiner), Özcan Kızıltan, (84. Zafer Dinçer) – Mustafa Arabacıbaşı, Selçuk Yula Cheftrainer: Branko Stanković ( Jugoslawien) |
| Mersin İdman Yurdu  | Atıf Öztoprak (46. Salih Sayar) – Mustafa Çimen, Hüseyin Çelik, Nasır Belci, Tahir Temur – Metin Koyuncuoğullarından, İsa Ertürk, Levent Dörtgöz (46. Rıdavan Kılıç), Levent Arıkdoğan, Sertaç Yüzbaş – Haluk Turfan Cheftrainer: Gündüz Tekin Onay                  |
| Gelbe Karten        | keine – Nasır Belci, İsa Ertürk |

### Rückspiel
| Paarung             | Mersin İdman Yurdu – Fenerbahçe Istanbul |
| Ergebnis            | 1:2 (0:2) |
| Datum               | 15. Juni 1983 um 16:00 Uhr |
| Stadion             | Tevfik Sırrı Gür Stadı, Mersin |
| Schiedsrichter      | Sadık Deda |
| Tore                | 0:1 Selçul Yula (16.) 0:2 Mustafa Arabacıbaşı (20.) 1:2 Sertaç Yüzbaş (59.) |
| Mersin İdman Yurdu  | Salih Sayar – Mustafa Çimen, Tahir Temur, Nasır Belci, Levent Arıkdoğan – İsa Ertürk, Metin Koyuncuoğullarından, Sertaç Yüzbaş, Memik Ertanıroğlu (75. Levent Dörtgöz) – Mehmet Ali Karakuş (46. Zafer Altındağ), Haluk Turfan Cheftrainer: Gündüz Tekin Onay |
| Fenerbahçe Istanbul | Yaşar Duran – Cem Pamiroğlu, Mehmet Hacıoğlu, Alpaslan Eratlı, Onur Kayador – Erdoğan Arıca, Müjdat Yetkiner, (51. Arif Kocabıyık), Özcan Kızıltan, Osman Denizci – Selçuk Yula, Mustafa Arabacıbaş Cheftrainer: Branko Stanković ( Jugoslawien)              |
| Gelbe Karten        | Metin Koyuncuoğullarından – keine |

## Beste Torschützen
| Rang | Spieler            | Verein              | Tore |
| ---- | ------------------ | ------------------- | ---- |
| 01.  | Selçuk Yula        | Fenerbahçe Istanbul | 7    |
| 02.  | Halil İbrahim Eren | MKE Ankaragücü      | 5    |
| 03.  | Ziya Doğan         | Beşiktaş Istanbul   | 4    |
| 03.  | İskender Günen     | Trabzonspor         | 4    |
| 03.  | Sertaç Yüzbaş      | Mersin İdman Yurdu  | 4    |
| 06.  | Oktay Çevik        | Sarıyer GK          | 3    |
| 06.  | Şeref Güleç        | Edirnespor          | 3    |
| 06.  | Mehmet Şahin       | MKE Ankaragücü      | 3    |
| 06.  | Nihat Umut         | Karşıyaka SK        | 3    |
| 10   | Mehmet Kalkavan    | Sarıyer GK          | 2    |